# Openbaar Ministerie (België)

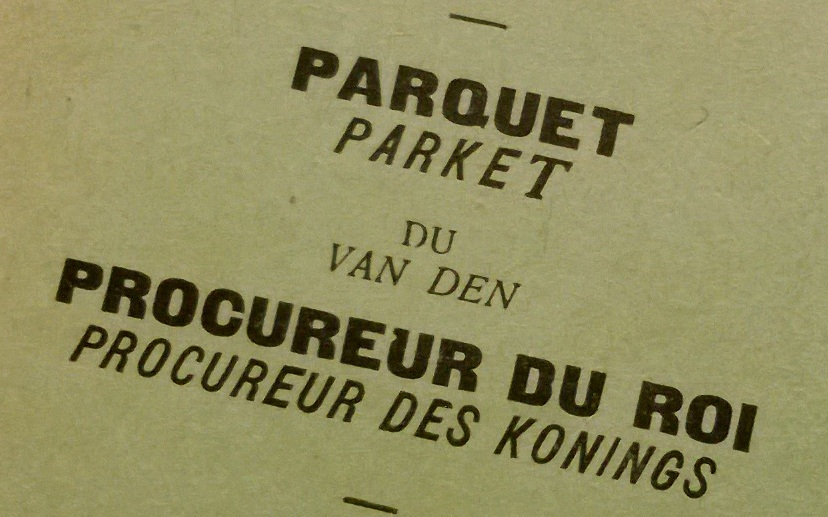
Parket van den procureur des Konings

Het Openbaar Ministerie of parket is een orgaan dat deel uitmaakt van de rechterlijke macht. Traditioneel is het Openbaar Ministerie de hoogste hoeder van de openbare orde.

## Taakomschrijving
Het O.M., ook wel het parket genoemd, treedt in de rechtspraktijk op in naam van de Natie als vervolgende partij of als behoeder van de Wet in burgerlijke zaken. Enkele veelgebruikte termen voor Openbaar Ministerie zijn: parketmagistraat, substituut, (staande) magistratuur, procureur des Konings.
Taken zoals omschreven in de Wet Franchimont van 12 maart 1998:
- In strafzaken heeft het de leiding van het onderzoek en beslist over het al dan niet instellen van de strafvordering.
- Het is verantwoordelijk voor de bewijsvoering en het zorgt voor de tenuitvoerlegging van het vonnis wanneer de rechter uitspraak heeft gedaan.
- Het Openbaar Ministerie is ook verantwoordelijk voor de buitengerechtelijke afhandeling (minnelijke schikking, bemiddeling).

De bevoegdheden van het Openbaar Ministerie worden beschreven in de artikels 137 tot en met 156 van het Gerechtelijk Wetboek.
Behalve in strafzaken, treedt het Openbaar Ministerie ook op in burgerlijke en handelszaken en zaken voor de arbeidsgerechten wanneer de wet het voorschrijft of haar optreden wordt gevorderd.

## Statuut
Leden van het Openbaar Ministerie worden door de Koning benoemd én afgezet.
De korpsoversten van het parket (procureur des Konings, procureur-generaal) worden in hun functie aangewezen volgens een mandatensysteem: zij worden slechts voor beperkte duur aangewezen.
Er is hiërarchische verantwoordingsplicht voor de parketmagistraten, maar dit is beperkt tot de schriftelijke bevelen van de overste. Dit is vooral het geval tijdens het vooronderzoek, waar alles schriftelijk dient te gebeuren, maar tijdens de terechtzitting kan er vrij worden gevorderd.
Het Openbaar Ministerie is één en ondeelbaar. De magistraten treden op in naam van hun ambt, en niet in eigen naam. Dit wordt geïllustreerd aan de hand van de volgende zin die dikwijls gebruikt wordt bij het uitspreken van de strafvordering: "Mijn ambt vordert ..."

## Samenstelling
Het Openbaar Ministerie is samengesteld uit:
- de (lokale) parketten van de procureur des Konings

Op het niveau van de arrondissementen is het Openbaar Ministerie georganiseerd in parketten.
Aan het hoofd staat de procureur des Konings, bijgestaan door zijn substituten. Ze treden op als Openbaar Ministerie bij de rechtbank van eerste aanleg, de politierechtbank en de ondernemingsrechtbank.
- de parketten-generaal (bij de hoven van beroep)

Bij elk hof van beroep is er een procureur-generaal, die wordt bijgestaan door advocaten-generaal en substituten procureur-generaal
De vijf procureurs-generaal vormen samen het College van Procureurs-generaal, dat het beleid uitstippelt. Dit college wordt geadviseerd door de Raad van procureurs des Konings en de raad van arbeidsauditeurs. De politiek verantwoordelijke is de Minister van Justitie.
- parket-generaal bij het Hof van Cassatie

Bij het Hof van Cassatie is eveneens een parket ingericht, onder leiding van een procureur-generaal bij het Hof van Cassatie.
- het federaal parket

Sinds 1 mei 2002 bestaat er een federale procureur, bijgestaan door federale magistraten
Het statuut van de federale procureur "zweeft" ergens tussen het statuut van de procureur-generaal en dat van de procureur des Konings
- het arbeidsauditoraat

Het onderdeel van het openbaar ministerie bij de arbeidsrechtbank
- de auditoraten-generaal

De parketten ingericht bij de arbeidshoven.
De procureurs-generaal komen wekelijks in Brussel bijeen voor een zitting van het College van procureurs-generaal, dat bijgewoond wordt door een afvaardiging van de Raad van procureurs des Konings en de Raad van arbeidsauditeurs. De organisatie berust bij de steundienst van het Openbaar Ministerie, onder leiding van Jan Poels, directeur van de Steundienst.

## Procedure in strafzaken

### Instroom
De criminele feiten dienen bij het Openbaar Ministerie te worden aangemeld.
Meestal gebeurt dit door een verbalisant, maar dit kan eveneens rechtstreeks door middel van een klacht door een burger gebeuren.
Deze feiten worden dan ofwel zelf nader opgespoord en behandeld middels een vooronderzoek ofwel middels een gerechtelijk onderzoek door een onderzoeksrechter.

### Verbalisant
De verbalisant is de overheid die bevoegd en belast is inbreuken op te sporen en vast te stellen.
In de eerste plaats gaat het hier om de politiediensten.
Daarnaast zijn er nog tal van verbalisanten, die meestal onder de vorm van inspectie- of controlediensten georganiseerd zijn, belast met het toezicht op welbepaalde wetgevingen.

### Opsporingsonderzoek
Het opsporingsonderzoek is het geheel van handelingen die ertoe strekken de misdrijven, daden en bewijzen op te sporen en de gegevens te verzamelen die bruikbaar zijn voor de uitoefening van de strafvordering. Het opsporingsonderzoek wordt geleid door een procureur/arbeidsauditeur. Nadien kan deze de verdachte rechtstreeks voor de strafrechter brengen.
Het Openbaar Ministerie kan verschillende beslissingen hierbij nemen. Dat betekent hetzij:
- de zaak seponeren,
- een minnelijke schikking voorstellen,
- een bemiddeling in strafzaken aanbieden of
- overgaan tot dagvaarden.
- (Sinds 2007 kan de Arbeidsauditeur ook een burgerlijke vordering instellen om het misdrijf te laten vaststellen.)

#### Seponeren
Seponeren houdt in dat het Openbaar Ministerie geen daadwerkelijke vervolging voor de strafrechter instelt.
Dit kan meerdere redenen hebben:
- de zaak is te weinig belangrijk;
- de schuld is niet of onvoldoende bewezen;
- de dader kan niet worden geïdentificeerd;
- de zaak is verjaard;

Kortom er zijn goede redenen voorhanden zodat de procureur/arbeidsauditeur het niet opportuun acht de zaak daadwerkelijk voor de strafrechter te brengen. Sinds de Wet Franchimont moet het seponeren gemotiveerd zijn. Het dossier kan binnen de verjaringstermijn bovendien nog opnieuw geopend worden nadat de verdachte een nieuw misdrijf heeft gepleegd.
In sommige domeinen, zoals het sociaal recht, bestaan er administratieve geldboeten die kunnen opgelegd worden, wanneer een zaak geseponeerd wordt.

#### Minnelijke schikking
De minnelijke schikking, of verval van strafvordering door betaling van een geldsom, is een voorstel om een geldsom te betalen bij kleinere misdrijven (namelijk, misdrijven waarvan het Openbaar Ministerie meent geen zwaardere straf te moeten vorderen dan 2 jaar). In dat geval vervalt de strafvordering. 
Bovendien moet de schade volledig vergoed zijn (uitzondering: de dader die zijn aansprakelijkheid voor de schade in een geschrift erkent en het bewijs levert van de vergoeding van het niet-betwiste deel van de schade.)
Het Openbaar Ministerie kan een voorstel tot minnelijke schikking formuleren ook wanneer de onderzoeksrechter met het onderzoek is gelast of wanneer de zaak bij de rechtbank of het hof aanhangig gemaakt is voor zover er nog geen vonnis of arrest is uitgesproken.
Het systeem van de minnelijke schikking wordt geregeld door artikel 216bis van het Wetboek van Strafvordering.

#### Bemiddeling in strafzaken
De bemiddeling in strafzaken is een bemiddeling tussen dader en slachtoffer over het herstel van de aangerichte schade. Dit is enkel mogelijk indien het Openbaar Ministerie van oordeel is dat het feit een gevangenisstraf zou krijgen van minder dan 2 jaar.

#### Dagvaarden
Dagvaarden betekent dat het Openbaar Ministerie de verdachte voor de rechtbank roept. Het O.M. heeft de zaak voldoende duidelijk bevonden en meent dat de verdachte als dader vervolgd en gestraft dient te worden. De dagvaarding gebeurt bij gerechtsdeurwaardersexploot met minstens de identiteit van de gedagvaarde, rechtsmacht die zal oordelen, waar en wanneer dit zal gebeuren en de kwalificatie van het misdrijf.
Er zijn drie soorten:
- rechtstreekse dagvaarding
- snelrecht zonder vrijheidsberoving (ook nog: oproeping bij proces-verbaal)
- snelrecht met vrijheidsberoving (ook nog: oproeping met onmiddellijke verschijning)

### Gerechtelijk onderzoek door de onderzoeksrechter
Oordeelt de procureur/arbeidsauditeur dat het gaat om ernstige strafbare feiten of verwacht hij een minder eenvoudig onderzoek, dan vordert hij een onderzoeksrechter. Er wordt dan een gerechtelijk onderzoek gevoerd. Na afronding van dit onderzoek, deelt de onderzoeksrechter het dossier aan de procureur/arbeidsauditeur mede voor eindvordering/slotvordering (cf. dagvaarding). De raadkamer beslist daarna of de verdachte verwezen wordt naar de correctionele rechtbank. De verdachte kan dan voor de strafrechter gedagvaard worden.
Bij misdaden gebeurt de verwijzing naar het hof van assisen door de kamer van inbeschuldigingstelling.

## Procedure in burgerlijke zaken

### Sociale zekerheid en sociale bijstand
In deze zaken, die onder de bevoegdheid van de arbeidsgerechten vallen, zal het Openbaar Ministerie steeds alle bestuurlijke inlichtingen inwinnen om de rechter toe te laten met kennis van zaken over het voorliggend geschil te oordelen.
Basisgedachte is dat de verzekerde/begunstigde geconfronteerd wordt met machtige instellingen. Door de tussenkomst van het Openbaar Ministerie, hier het arbeidsauditoraat zal het procesonevenwicht in de bewijsgaring hersteld worden.
Tijdens de beslechting van het geschil zal het Openbaar Ministerie dan als amicus curiae de rechtbank advies geven over de volgens haar juiste toepassing van de wet. Hierbij verdedigt ze geen enkel concreet belang, ook niet het algemeen belang, maar enkel de juiste toepassing van de wet.

### Arbeidsrecht
In de geschillen tussen werkgever en werknemer is de tussenkomst van het Openbaar Ministerie niet verplicht.
Het kan toch op eigen initiatief of op verzoek van de rechter in deze zaken tussenkomen.
Bedoeling is dan het advies te kennen over die rechtspunten die de sociale orde betreffen en die het eigenlijk geschil dus deels overtreffen.

## Kritiek
Het feit dat het Openbaar Ministerie taken kan vervullen van twee staatsmachten, schendt het beginsel van de scheiding der machten van Montesquieu. Om hieraan te ontsnappen, werd beslist om het Openbaar Ministerie noch aan de ene, noch aan de andere staatsmacht toe te voegen. Evenwel leidt deze onafhankelijkheid, samen met de voortdurende bevoegdheidsuitbreiding van het Openbaar Ministerie, ertoe dat er een machtige instantie wordt gecreëerd die slechts beperkt onderworpen is aan toezicht van de staatsmachten en bijna volledig naar willekeur kan fungeren. Dat staat uiteraard haaks op de scheiding der machten - een van de basisprincipes van onze staat - die dergelijke fenomenen wou vermijden.
Ook de plaats die het parket inneemt in de rechtszaal wordt bekritiseerd. De procureur zit namelijk naast de rechter, wat volgens sommigen artikel 6 van het Europees Verdrag voor de Rechten van de Mens schendt. In common law landen neemt de procureur plaats naast de beschuldigde.